# Péthoxamide
Le péthoxamide, aussi écrit pethoxamide, est une substance active  de produit phytosanitaire (ou produit phytopharmaceutique, ou pesticide), qui présente un effet herbicide, et qui appartient à la famille chimique des organochlorés.

## Réglementation
- La teneur maximale autorisée en résidus de péthoxamide est de 0,01 mg·kg-1 dans les céréales[2]. Cette valeur correspond au seuil de quantification, ce qui revient à en interdire la présence dans les céréales.